# Die Schnecke am Hang
Die Schnecke am Hang (russisch Улитка на склоне) ist ein Science-Fiction-Roman von Arkadi und Boris Strugazki. Im Frühjahr 1966 veröffentlichten die Strugazki-Brüder in der UdSSR. Die Originalausgabe erschien 1968 unter dem Titel „Ulitka na sklone“ und wurde als eines der Werkstücke auch in der Zeitschrift «Baikal» veröffentlicht. Der Roman hatte ein schweres Schicksal und wurde erst 1972 vollständig im Ausland, die deutsche Ausgabe erstmals 1978 veröffentlicht.
Der Titel bezieht sich auf ein Haiku von Kobayashi Issa.

## Inhalt
Der Roman besteht aus wechselnden Kapiteln, die zu zwei lose gekoppelten Teilen gehören: «Verwaltung» (oder «Perez», dieser Teil wurde 1968 veröffentlicht) und «Wald» (oder «Kandid», erschienen 1966).

### Verwaltung
Der Linguist Perez (in einigen deutschen Ausgaben: Pfeffer), der lange davon geträumt hat, den Wald zu sehen, befindet sich in der «Verwaltung für Waldangelegenheiten». Er ist jedoch nicht in der Lage, den Wald zu besuchen, da ihm die erforderliche Genehmigung immer wieder verweigert wird. Auch eine Abreise aufs Festland ist ihm nicht möglich, immer wieder wird ihm versprochen, dass ihm «morgen» ein Auto zur Verfügung gestellt werden würde, es kommt jedoch nie dazu. So ist er gezwungen, sich dem Alltag in der Verwaltung zu fügen, welcher von unsinnigen Verordnungen, Bürokratie und seltsamen Zwischenfällen geprägt ist.

### Wald
Vor einigen Jahren ist Kandid, ein Forscher, der ursprünglich für die Verwaltung arbeitete, mit seinem Hubschrauber im Dschungel abgestürzt und wurde dort von einer primitiven Dorfgemeinschaft aufgenommen. Deren Alltag wird bestimmt von der Landwirtschaft und dem Kampf gegen die Gefahren des Waldes, welche aus menschlichen Räubern, aber auch aus den sogenannten Leichenmenschen bestehen, eine Art Zombies, die Frauen und Mädchen entführen. Kandid, der wie der Rest der Waldbevölkerung von einer Art Wahnsinn heimgesucht wird, versucht vergeblich auf die Biostation, welche von der Verwaltung im Wald errichtet wurde, zurückzukehren. Diese Rückkehr in die Zivilisation wird jedoch durch die scheinbar vom Wald hervorgerufene Unmöglichkeit, klare Gedanken zu fassen und den Wald verhindert. 